# Stany Coppet
Stany Coppet, né le 22 juin 1976 à Villeneuve-Saint-Georges, est un acteur et scénariste français.

## Biographie
Guyanais, il quitte Paris en 2003, pour New York. Il y étudie l'art dramatique, la danse et le chant chez Lee Strasberg. Sur scène à New York, il se produit au Repertory et au Century Center for the Performing Arts. Puis, avec Steven Adams et Steven Soderbergh, il coproduit le « seul en scène » de Roger Guenveur Smith, Who Killed Bob Marley ?, au Bootleg Theatre à Los Angeles.
De retour en France il crée le spectacle De la servitude vers la liberté (Discours et poèmes sur le colonialisme et l’esclavage) qu'il produit pour la première fois en Guyane, puis à l'hôtel de ville de Paris et enfin à l'ambassade des États-Unis en France.
En 2010, Coppet tourne dans le film Orpailleur de Marc Barrat puis dans Mortem d'Éric Atlan. Il enchaîne avec le cinéaste espagnol Jose Ramón Ayerra dans Águila Roja.
En février 2010 il produit et joue aux côtés de Dolores Chaplin, Kasi Lemmons et Vondie Curtis-Hall dans le spectacle From Slavery to Freedom au Cantor Film Center de New York.
En 2011, pour France 2, Stany Coppet joue le rôle du général André Rigaud dans le biopic de 2 × 90 min dédié à Toussaint Louverture.
En 2013 Stany intègre aussi le casting de la série espagnole El Príncipe sur la chaîne Telecinco, dans le rôle de Khaled aux côtés de l'actrice Hiba Abouk, Álex González et José Coronado.
Il est aussi le coauteur du scénario du film La Vie pure adapté de la vie de l'explorateur français Raymond Maufrais, disparu en forêt amazonienne de Guyane française en 1950. Dans ce long métrage réalisé par Jeremy Banster, Stany Coppet joue le premier rôle, incarnant Raymond Maufrais. En 2015 il joue dans le film Ta mère où il incarne le rôle d'Hervé
En 2017 il joue dans la série Guyane de Fabien Nury

## Décorations
- Médaille d'honneur de l'engagement ultramarin, échelon bronze (2023)[1]

### Vie privée
En couple avec l'actrice Dolores Chaplin de 2010 à 2022. Le 3 juillet 2014, le couple donne naissance à un petit garçon prénommé Akilles-Léo Coppet-Chaplin. Il est en couple actuellement avec Jasmine Poulton, mannequin.

## Filmographie

### Cinéma
- 2007 : Descent : Clubber
- 2009 : Orpailleur de Marc Barrat :  Jeff
- 2012 : Mortem d'Éric Atlan : Aken
- 2012 : ALF de Jérôme Lescure : Le mécanicien
- 2014 : La Vie pure de Jeremy Banster : Raymond Maufrais
- 2014 : L'Aigle rouge de Jose Ramón Ayerra : Claude Acheron El Mosquetero
- 2015 : Ta mère : Hervé
- 2016 : Inside de Miguel Ángel Vivas : Hugo Garcia
- 2023 : Deep Fear de Marcus Adam’s : Jose

### Télévision
- 2011 : Meurtres au paradis : Pierre (saison 1, épisode 4)
- 2011 : Section de recherches : Roberto Arias (saison 6, épisode 4)
- 2012 : Toussaint Louverture : Général Rigaud (téléfilm)
- 2013 : Clem : Médecin urgences (saison 3, épisode 3)
- 2014 : Julie Lescaut : Miguel Alvarez (saison 22)
- 2014 : Rosemary’s Baby : Anesthésiste (mini-série)
- 2014 - 2016 : El Príncipe : Khaled
- 2016-2017 : Guyane : Silva
- 2017 : Perdoname Senor : Bruno Lachambre
- 2020 : Meurtres à Cayenne : Orla Tinkali (téléfim)
- 2022 - 2023 : Tropiques criminels : Cyril Aubrun
- 2023 : Vikings: Valhalla : le roi Khan
- depuis 2023 : Demain nous appartient : Aaron Leclercq (épisodes 1381 à...)